# メルセデス・ベンツ・インディV8エンジン
メルセデス・ベンツ・インディV8エンジン（Mercedes-Benz Indy V8 engine）、イルモア・265-D（Ilmor 265-D、1994年）、メルセデス・ベンツ・IC108（Mercedes-Benz IC108、1995年 - 2000年）は、メルセデス・ベンツと提携および協力関係にあったイルモアが設計、開発、製造されたCART用エンジンである。

## 背景
1994年に導入され、265-Cに取って代わったが、一部のチームでは265-Cを使用していた。バッジが付かなかったため、イルモア-C、イルモア-Dと呼ばれていた。265-Dは、当時使用されていたフォード・コスワースXBよりも約30 hp (22 kW)発生していたという。
1995年、メルセデス・ベンツはイルモア・インディカーエンジンのバッジ製造業者となり、1996年にCARTとIRLとの間で分裂が始まり、イルモアは主にCARTチームにエンジンを供給し、IRLチームにはエンジンを供給を行っていなかった。1996年のインディ500ではイルモア・メルセデス・ベンツDを搭載したギャレス・レーシングが使用し、2位に入った。1997年にIRLが自然吸気エンジンに切り替えたため、265はIRLおよびインディ500での使用が禁止となり、CARTのみ使用された。

## 搭載車
- ペンスキー・PC22（英語版）
- ペンスキー・PC23[7]
- ペンスキー・PC24[8][9][10]
- ペンスキー・PC25[11][12]
- ペンスキー・PC26[13]
- ペンスキー・PC27[14][15]
- レイナード・94I
- レイナード・95I
- レイナード・96I
- レイナード・97I
- レイナード・98I
- レイナード・99I
- レイナード・2KI
- ローラ・T94/00
- ローラ・T95/00
- ローラ・T96/00
- ローラ・B99/00
- ローラ・B2K/00